# Istoria Bulgariei
Istoria Bulgariei se referă la teritoriile locuite de bulgari, precum și la istoria teritoriului de azi al Bulgariei. 

## Preistorie
Culturile preistorice de pe teritoriul actualei Bulgarii includ culturile Hamangia și Vinča din neolitic (mileniile 6-3 î.Hr.), cultura eneolitică Varna (mileniul 5 î.Hr.), și cultura Ezero din Epoca Bronzului. Cronologia Karanovo servește drept orientare pentru preistoria regiunii balcanice în sens mai larg. 

## Antichitate
Tracii sunt cel mai vechi popor cunoscut care a locuit pe teritoriul Bulgariei din prezent; prezența lor istorică a lăsat o urmă observabilă în întreaga regiune balcanică, în ciuda istoriei lor tumultoase de cuceriri. Tracii trăiau împărțiți în numeroase triburi, până când majoritatea au fost unite de către regele Teres în jurul anului 500 î.Hr., formând Regatul Odrizilor, al cărui apogeu a fost în perioada regilor Sitalkes și Cotys I (383-359 î.Hr.). În anul 341 î.Hr. regatul a fost distrus de macedoneni, dar a fost reorganizat la sfârșitul secolului al IV-lea î.Hr., sub conducerea lui Seuthes al III-lea. În 188 î.Hr., romanii au invadat Tracia și războaiele împotriva lor au continuat până în 45, când Tracia a devenit provincie romană. Cea mai mare parte a Bulgariei de azi a făcut parte din Regatul dac format și condus de Burebista.
„Marea Bulgarie din timpuri romane a fost numită Moesia, și era locuită de o populație mixtă de origine tracă, greacă și dacă, majoritatea vorbind greaca sau o limbă sub-latină cunoscută drept romanică”. Regiunea a fost „invadată de slavi spre mijlocul secolului al VII-lea”. Arhivat în 10 ianuarie 2008, la Wayback Machine.

## Vechea Bulgarie Mare
În 632 bulgarii, triburi de origine turcică, conduși de hanul Kubrat, au format un stat independent cunoscut ca Vechea Bulgarie Mare, mărginit spre vest de Delta Dunării, spre sud de Marea Neagră, spre sud-est de Munții Caucaz, și spre est de râul Volga. Bizanțul a recunoscut noul stat printr-un tratat semnat în 635.  
Presiunea din partea kazarilor a avut drept rezultat pierderea părții estice a Bulgariei Mari, în a doua jumătate a secolului VII. Unii dintre bulgarii din acel teritoriu aveau să migreze spre nord-est, formând un stat cunoscut drept „Volga Bulgaria” (la confluența dintre râurile Volga și Kama), stat ce a dăinuit până în secolul XIII.

## Primul Țarat Bulgar
Teritoriul Bulgariei era la început sub stăpânirea Imperiului Bizantin. Bulgarii, un popor mongol au năvălit în Moesia și Dobrogea, acolo au format Țaratul Bulgar. Bulgarii formau în sec. al VII-lea un stat în nord-estul Mării Negre cunoscut ca Marea Bulgarie, stat ce lupta cu puternicii vecini hazari și apoi s-a dezintegrat în a doua jumătate a sec. VII. O parte dintre bulgarii nord-pontici au migrat în Balcani în mijlocul slavilor sud-dunăreni. Bulgarii fiind  mai puțin numeroși au fost desnaționalizați de slavi și contopiți cu ei.
Primul Țarat Bulgar a început de facto, după năvălirea lui Asparuch și a bulgarilor lui.
Hanatul bulgar a fost ridicat la rangul  de  țarat de către Simon.
Țaratul a decăzut după moartea țarului. Sub Țarul Samuel Bulgaria cade și e cucerită de bizantinii din Imperiul Roman de Est.
Urmașul lui Kubrat, hanul Asparuh, a migrat, împreună cu o parte din triburile bulgare, spre cursurile inferioare ale râurilor Dunăre, Nistru și Nipru (cunoscute drept „Ongal”), cucerind Moesia, Sciția Minor (Dobrogea), în dauna Imperiului Bizantin, lărgind și mai mult teritoriul Bulgariei Mari în Peninsula Balcanică. Istoricii consideră tratatul de pace semnat cu Bizanțul în 681, și stabilirea capitalei la Pliska, la sudul Dunării, fondarea primului Imperiu Bulgar. În același timp, unul dintre frații lui Asparuh, Kuber, s-a stabilit împreună cu alt grup bulgar în actuala regiune a Macedoniei. 
Bulgarii însă au dat peste slavi care au impus limba lor. Bulgarii le-au dat numele lor slavilor și au renunțat la vechile obiceiuri, devenind slavi în sânge, însă proto-bulgarii (de neam turcic) neavând un rol semnificativ în cadrul etnogenezei bulgarilor, datorită numărului lor foarte redus în comparație cu populațiile slavo-romanice, latine și grecești de pe teritoriul actual al Bulgariei, fapt demonstrat prin analizele genetice făcute asupra etnicilor bulgari, ceea ce a arătat slabe urme (aproape inexistente) lăsate de proto-bulgari în ADN-ul bulgarilor actuali.
În 718 bulgarii au ajutat la apărarea Constantinopolului în timpul asediului arab, omorând 40-60.000 soldați arabi. Conducătorul lor, hanul Tervel, a fost numit de contemporanii săi „Salvatorul Europei”. Influența și expansiunea teritorială a Bulgariei au crescut în timpul domniei hanului Krum , care în 811 a obținut o victorie decisivă împotriva armatei bizantine conduse de Nicephorus I, în bătălia de la Pliska. . 
Începând cu anul 814 adepții tengriismului și ai păgânismului slav au dezlănțuit persecutarea creștinilor  Persecuția va înceta după creștinarea tuturor slavilor sudici.
În 864, Bulgaria s-a creștinat și a acceptat ortodoxismul ca religie și a devenit o mare putere în secolele IX și X, timp în care s-a luptat cu Imperiul Bizantin pentru supraviețuire. În acea perioadă alfabetul glagolitic a fost utilizat în Preslav și Ohrid, adaptat fiind după alfabetul chirilic, creat de călugării sfinți Chiril și Metodiu. Alfabetul chirilic a devenit piatra de bază pentru dezvoltarea culturală ulterioară. Secole mai târziu, acest alfabet, împreună cu limba slavonă, avea să devină limba cultă scrisă (lingua franca) a Estului Europei, cunoscută drept Slavona Bisericească.  
Cea mai mare extindere teritorială a fost atinsă în timpul lui Simeon I, primul țar bulgar, fiul lui Boris I, acoperind aproape întreaga Peninsulă Balcanică. Cu toate acestea, cea mai mare realizare a sa a fost o bogată cultură creștin-slavonică, ce a servit drept exemplu pentru celelalte popoare slavonice din Estul Europei, asigurând continuarea existenței națiunii bulgare în secolele următoare. 
A urmat apoi o decădere la mijlocul secolului al X-lea, cauzată de războaiele cu Croația și rebeliunile frecvente din Serbia (ajutate de aurul bizantin), precum și de invaziile dezastruoase ale maghiarilor și pecenegilor. După asaltul rușilor din 969-971, Bulgaria a fost mult slăbită. Imediat după, bizantinii au început campania de cucerire a Bulgariei. În 971, ei au pătruns în capitala Preslav și l-au capturat pe Împăratul Boris al II-lea. Rezistența bulgarilor din vest a durat încă jumătate de secol, sub țarul Samuil. Țara a reușit să se recupereze și i-a învins pe bizantini în mai multe bătălii importante, ajungând să controleze mare parte din Balcani, și în 991 să invadeze statul sârb. Cu toate acestea, statul a ajuns să fie distrus definitiv în 1018, de către bizantinii conduși de Vasile al II-lea, în urma bătăliei de la Kleidion.

## Bulgaria bizantină
În primul deceniu ce a urmat instaurării ocupației bizantine, nu există probe care să ateste vreo tentativă de rezistență din partea populației sau nobilimii bulgare. Din moment ce au existat oponenți convinși ai Bizanțului, precum Krakra sau Nikulitsa, Dragash și alții, este greu de explicat acea perioadă de pasivitate. Unii istorici  explică acest fapt prin concesiunile oferite de Vasile al II-lea nobilimii bulgare, cu scopul de a le câștiga obediența. În primul rând, le-a garantat indivizibilitatea Bulgariei în cadrul frontierelor sale geografice, și nu a anulat în mod oficial conducerea nobilimii bulgare, acum parte din nobilimea bizantină, ca arhoni și strategi. În al doilea rând, autocefalia Arhiepiscopatului de la Ohrid a fost recunoscută prin decrete regale, ce i-au stabilit frontierele, diocezele, proprietățile și alte privilegii. 
Poporul bulgar s-a opus domniei bizantine în mai multe rânduri, în secolul XI și începutul secolului al XII-lea. Cea mai mare revoltă a fost cea condusă de Petru al II-lea Delyan (Petru Deleanu), proclamat împărat al Bulgariei în Belgrad, în 1040. Spre mijlocul secolului al XI-lea, normanzii, recent cuceritori în sudul Italiei și Sicilia, au pătruns în Balcani cu scopul de a ataca Imperiul Bizantin. Bizantinii nu au reușit să îi înfrângă pe normanzi până în 1185, timp în care normanzii au reprezentat o amenințare și pentru Bulgaria bizantină. În anul 1091 a avut loc invazia pecenegilor. Cu toate acestea, au fost zdrobiți în bătălia de la Levounion, și din nou în c.1120. După aceasta, ungurii au încercat să își extindă influența dincolo de Dunăre; campaniile lui Ioannes Comnenus de-a lungul Dunării i-au obligat pe unguri să se retragă în c.1140. Bulgariei îi vor mai trebui încă 45 de ani pentru a obține independența. Până atunci, nobilii bulgari vor conduce provincia în numele Imperiului Bizantin, până când o rebeliune a ultimului nobil vasal va duce la crearea celui de-al doilea Imperiu Bulgar.

## Al doilea Imperiu Bulgar
Din 1185, al doilea Imperiu, numit Româno-Bulgar a fost o putere importantă în Europa, timp de două secole. Având capitala la Veliko Târnovo și fiind condus de românii din dinastia Asan, imperiul a luptat pentru supremația în regiune, împotriva Imperiului Bizantin, statelor cruciate și Ungariei, ajungând la zenit în timpul lui Ioan Asan al II-lea (1218-1241). Ca urmare a invaziilor tătare, a conflictelor interne și a atacurilor constante ale bizantinilor și ungurilor, puterea statului a decăzut spre sfârșitul secolului al XII-lea. Din 1300, sub împăratul Theodor Svetoslav, Bulgaria și-a recuperat puterea, dar spre sfârșitul secolului al XIV-lea statul avea să se dezintegreze în mai multe principate feudale, cucerite până la urmă de către Imperiul Otoman. O cruciadă polono-ungară, condusă de Vladislav al III-lea al Poloniei și Ungariei și Iancu de Hunedoara, cu scopul de a elibera Balcanii, a fost zdrobită în 1444, în bătălia de la Varna.

## Stăpânirea otomană
Cele cinci secole de dominație otomană au fost caracterizate prin violență și opresiune.. Populația Bulgariei a fost decimată și multe dintre relicvele culturale au fost pierdute. Marile orașe unde puterea otomanilor era mare au fost depopulate masiv până în secolul al XIX-lea. 

## Regatul Bulgariei

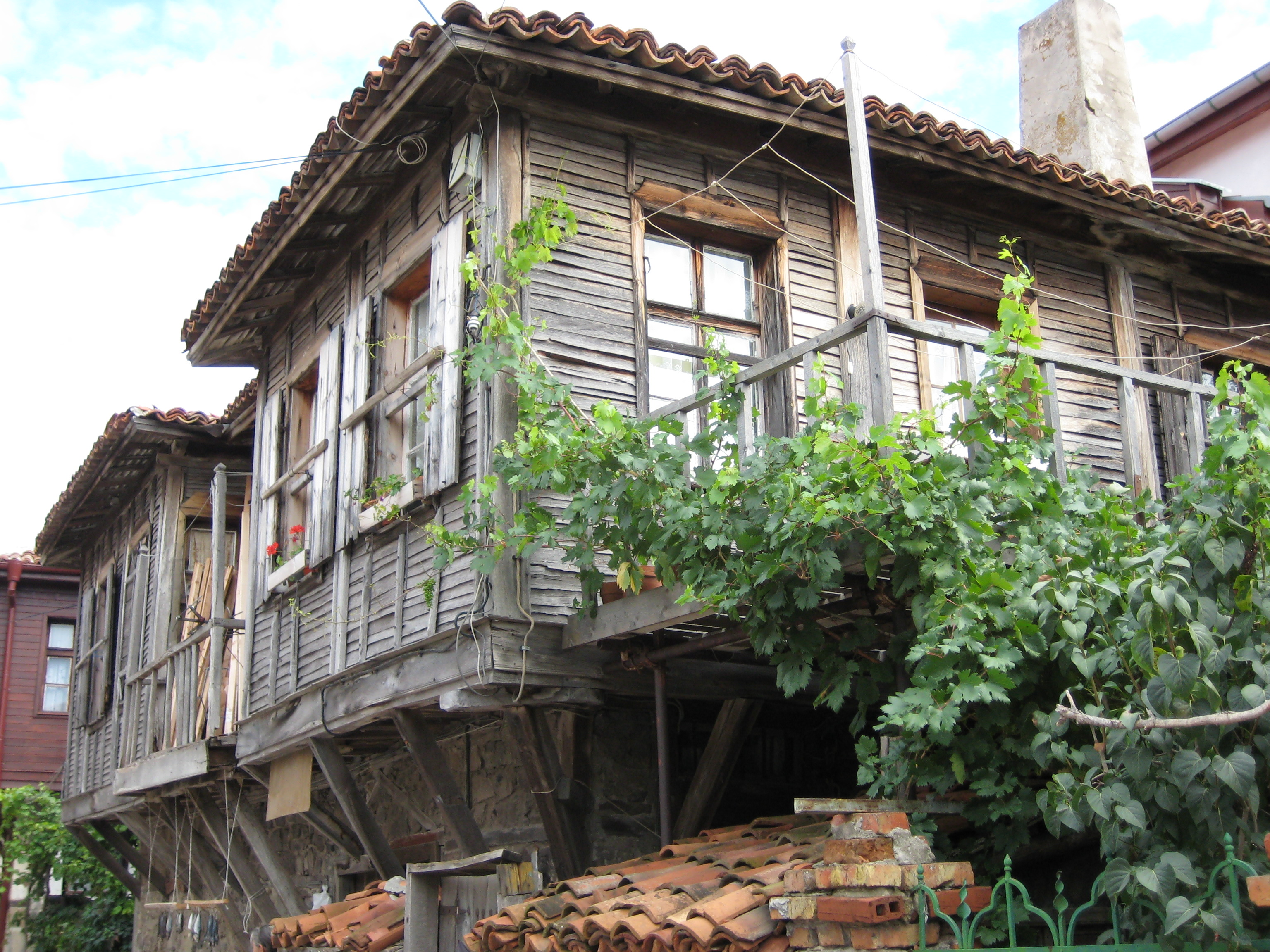

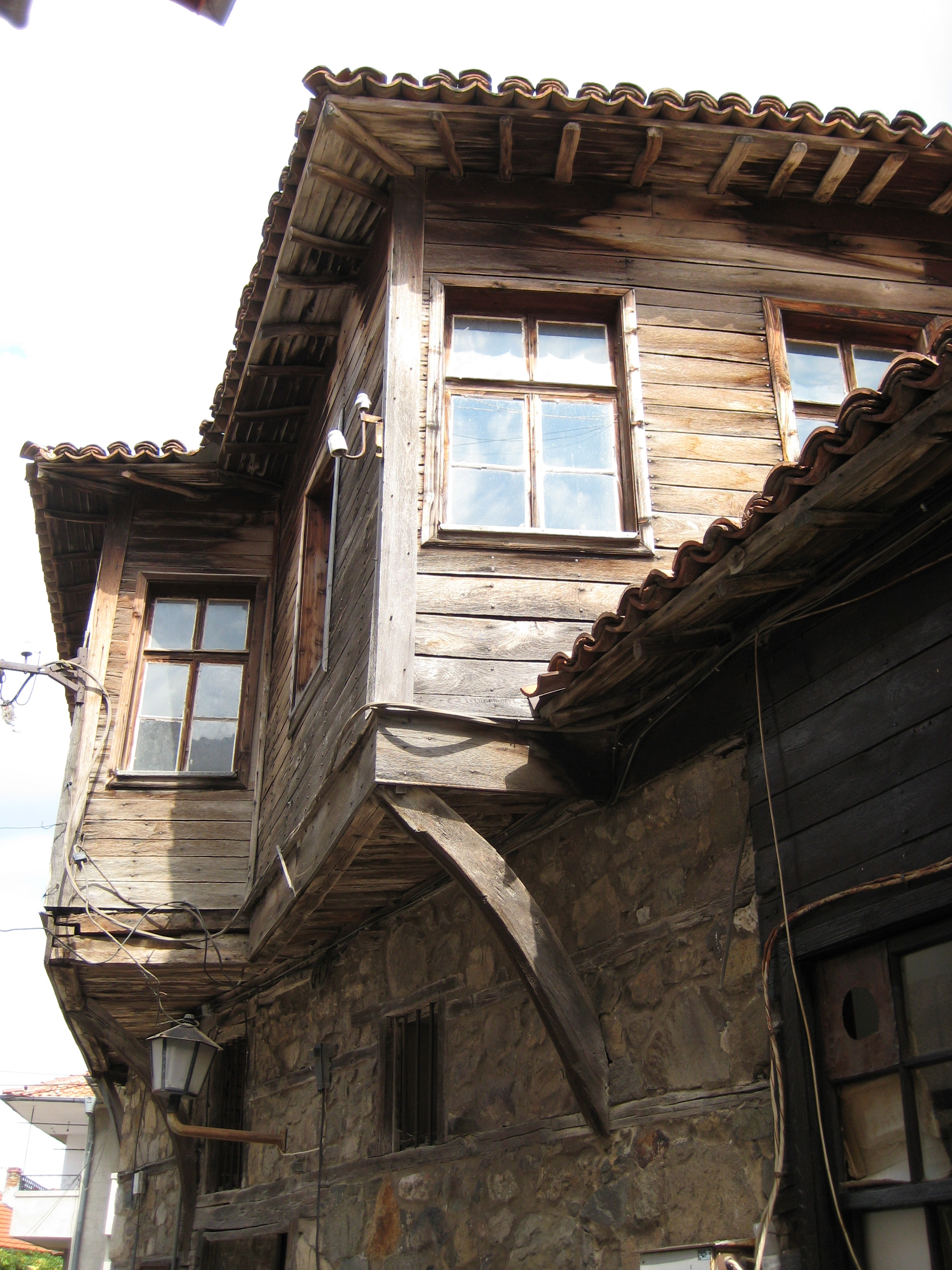
arhitectura tipica bulgară

După războiul ruso-turc, 1877-1878 și Tratatul de Pace de la San Stefano din 3 martie 1878 s-a proclamat Principatul autonom al Bulgariei. Tratatul a fost însă respins de Marile Puteri, care se temeau că o țară de limbă slavă în Balcani ar fi servit interesele Rusiei. Aceasta a dus la un alt tratat de pace, Tratatul de la Berlin (1878) care a proclamat Principatul autonom bulgar. Primul prinț bulgar a fost Alexander von Battenberg. Mare parte din teritoriul Traciei a fost inclusă în regiunea Rumelia, iar restul Traciei și Macedonia au fost date otomanilor. După Războiul sârbo-bulgar și unificarea cu Rumelia de Est în 1885, principatul s-a proclamat regat independent în data de 5 octombrie 1908, în timpul domniei lui Ferdinand I al Bulgariei.
În 1912-1913, Bulgaria a fost implicată în războaiele balcanice, intrând în conflict de partea Greciei și a Serbiei împotriva Imperiului Otoman, și apoi împotriva foștilor aliați în încercarea disperată de a-și recâștiga unitatea națională și de a-și extinde teritoriul. După ce a fost învinsă în al doilea război balcanic, Bulgaria a pierdut mare parte din teritoriul cucerit în primul război. Primul Război Mondial găsește Bulgaria de partea învinșilor. Înfrângerea Puterilor Centrale a dus la alte pierderi teritoriale. Primul Război Mondial a dus la sosirea unui val de peste 250.000 refugiați veniți din Macedonia, Tracia și Dobrogea. În anii 1930 numărul a crescut, din cauza agresiunii Serbiei împotriva bulgarilor.
În al Doilea Război Mondial, Bulgaria a intrat în conflict de partea Axei, chiar dacă niciun soldat bulgar nu a luptat împotriva URSS. În acest timp, bulgarii au ocupat o parte din Grecia și din Iugoslavia, locuite de bulgari. Bulgaria a fost una dintre cele doua țări (împreună cu Finlanda) care și-a salvat toți cetățenii evrei de lagarele naziste. În septembrie 1944, armata sovietică a intrat în Bulgaria, mai târziu punând bazele Partidului Comunist și instaurând o dictatură comunistă. În 1944, Bulgaria a întors armele împotriva Germaniei. Mai mult de 30.000 de soldați bulgari au murit în război.

## Republica Populară Bulgaria
După cel de-al Doilea Război Mondial, Bulgaria a intrat în sfera de influență a URSS-ului, devenind Republică Populară în 1946 și unul dintre cei mai credincioși aliați ai URSS-ului. În anii 70', a început normalizarea relațiilor cu Grecia, iar în anii 90', relațiile cu Turcia. Republica Populară s-a sfârșit în 1989, când mai multe regimuri comuniste din estul Europei au decăzut. Liderul comunist Todor Jivkov a fost înlăturat de la putere în data de 10 noiembrie 1989.

## Republica Bulgaria
Bulgaria a intrat în NATO pe 29 martie 2004, iar de la 1 ianuarie 2007, este membră a Uniunii Europene.